# Hieronimus Seeli
Hieronimus Seeli (* 15. Juli 1838 in Ilanz; † 2. Dezember 1912 in Zürich) war der erste Glarner Kantonsoberförster.

## Leben
Hieronimus Seeli studierte vom Wintersemester 1859/60 bis zum Sommersemester 1862 am Polytechnikum Zürich Forstwissenschaften. Zu Beginn des Studiums schloss er sich dem Corps Rhenania an, bei dem er am 24. April 1860 recipiert wurde. Am 29. November 1861 stiftete er zusammen mit fünf weiteren Rhenanen, darunter auch Arnold Bachofen, Wilhelm Bachofen und Fritz Lotz, das Corps Helvetia Zürich (WSC).
Nach Abschluss des Studiums trat er in den Glarner Forstdienst. 1878 wurde er zum ersten Glarner Kantonsoberförster ernannt und leitete damit eine Epoche von über 130 Jahren ein, die durch die besondere Qualität und Stabilität des Glarner Forstwesens geprägt war, was auch darin begründet war, dass in diesem Zeitraum das Amt des Kantonsoberförsters von lediglich sechs Personen wahrgenommen wurde.
Am 10. September 1881, einen Tag vor dem eigentlichen Bergsturz von Elm, beging er mit einer Delegation von Sachverständigen den Bereich des Elmer Plattenbergs, wo bereits am 7. September ein Felsabbruch einen grossen Waldschaden angerichtet hatte und ständig herabrollende Geröllmassen einen Aufenthalt in diesem Bereich unsicher machten. Am 11. September kam es dann zu dem grossen Bergsturz, bei dem 10 Millionen m³ Fels 114 Menschen das Leben nahmen und 90 ha nutzbaren Boden, beträchtlichen Waldbestand, 83 Gebäude, die dazugehörige Ortsinfrastruktur und ein Schieferbergwerk unter sich begruben.
In dem Theaterstück von Arnold Peter Öis cha nüüt passiere (Uns kann nichts passieren), das am 15. Mai 1987 von der Weinlandbühne in Andelfingen unter seiner Regie uraufgeführt wurde, ist eine der Rollen der Kantonsförter Hieronimus Seeli, wodurch Seeli literarische Berühmtheit erlangte. Das Theaterstück stellt das Unglück von 1881 als eine der ersten Umweltkatastrophen der Schweiz dar und will durch das Verflechten von Gegenwart und Vergangenheit die Aktualität und Beispielhaftigkeit dieses Unglücks aufzeigen.